# 中田有紀 (読者モデル)
中田 有紀（なかだ ゆき、10月13日 - ） は、東京都出身のモデル。ニュートラルマネジメント （NMT inc.）所属。
東洋英和女学院大学国際社会学部卒。

## 人物
- お気に入りの服装は、ライラック色のニットにカーディガン（ウエスト紐つきで前で結ぶ）および黒のスカートである[1]。

## テレビCM・PV
- ハウステンボス（CM）
- Johnson & Johnson「ACUVUE」(CM)
- ミスタードーナツ（CM）
- ケンタッキーフライドチキン（CM）
- わかもと製薬（CM）
- 東京シティ競馬（CM）
- 花王（CM）
- 味の素（CM）

## スチール広告
- メイベリンNY（スチール）
- shu uemura（スチール）
- アルソア化粧品（スチール）
- マンダム（スチール）
- ソシエワールド（スチール）
- リレント化粧品（スチール）
- ナリス化粧品（スチール）
- シャンソン化粧品（スチール）
- タカラベルモント（スチール）
- モッズヘア（スチール）

## 雑誌
- 「sweet」（宝島社）
- 「steady.」（宝島社）
- 「美人百花」（角川春樹事務所）